# Cinemax
A Cinemax egy éjjel-nappal fogható prémium mozicsatorna, mely a világ minden tájáról származó legsikeresebb, díjnyertes mozifilmeket mutatja be. A televíziót az HBO Inc. működteti, melynek tulajdonosa a Warner Bros. Discovery.

## Története

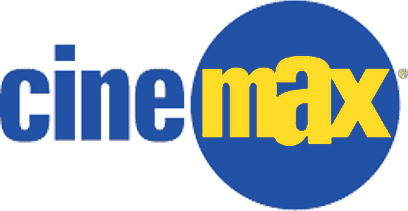
a 2005-2010 között használt logó

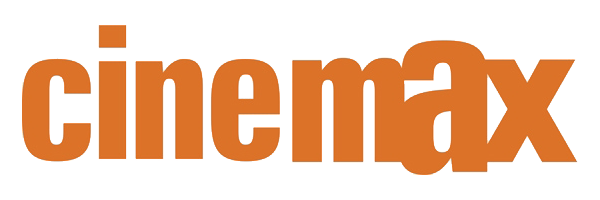
a 2010-2016 között használt logó

A csatorna az HBO társadójaként indult 1980-ban. A Cinemax szóvivője elmondta, hogy a televízió csak filmeket fog vetíteni. (Az HBO ekkor szélesebb műsorstruktúrával jelentkezett: dokumentumfilmek, rajzfilmek stb.) A Cinemax először 1950-es és 70-es filmeket kezdett sugározni. A csatornára előfizetők száma egyre gyarapodott, a televízió nagy népszerűségre tett szert az HBO-ra előfizetők körében. Több kábelszolgáltató ezért úgy döntött, hogy a két csatornát egy csomagban fogják kínálni. A televízió az 1990-es években megváltoztatta műsorstruktúráját: mindennap egy adott film témát vetített (például hétfőn csak komédiát játszott).

### Magyarországon
A magyarországi adás 2005 novemberében indult. 2008. szeptember 1-jén elindult a Cinemax nagy felbontású (HD) adása.
A csatornák magyar hangja Csőre Gábor (2005-2016-ig Galambos Péterrel és Varga Rókussal osztva).

## Filmek
A csatorna főként a Warner Bros., a DreamWorks és a 20th Century Studios filmjeit vetíti, de műsorra kerül néhány Sony Pictures és Universal Pictures produkció is. A Cinemaxon volt először nézhető a Csillagok háborúja II: A klónok támadása is.

## Saját gyártású sorozatai
2021 februárjában történt meg a bejelentés, hogy a Cinemax saját gyártású sorozatok fejlesztésébe kezd. Céljuk, hogy a sorozataik felvegyék a versenyt a testvércsatornájuk a HBO és olyan konkurens kábelcsatornákkal, mint a Showtime és a Starz. Elsősorban akció-orientált sorozatok fejlesztésébe kezdtek, mellyel a 18-49 év közötti férfiakat célozták meg. 
| Cím                               | Évadok száma | Státusz                           |
| --------------------------------- | ------------ | --------------------------------- |
| Banshee                           | 4            | Befejezett                        |
| A sebész                          | 2            | Befejezett                        |
| Outcast                           | 2            | Befejezett                        |
| Préda                             | 1            | Befejezett                        |
| Mike Judge bemutatja: A turnébusz | 2            | Befejezett                        |
| Jett                              | 1            | Befejezett                        |
| Harcos                            | 2            | A sorozat a HBO Maxon folytatódik |

2020-ban a csatorna bejelentette, leáll a saját tartalmak gyártásával miután csökkent az előfizetők száma.

## Cinemax 2

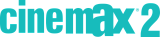
a 2010-2016 között használt logó

A Cinemax 2 korábban a Cinemax műsorát 24 órás időkéséssel ismételte, 2016. szeptember 1-től önálló műsorstruktúrával jelentkezik, mint művészfilmeket sugárzó adó.
A csatorna Lengyelországban, Magyarországban, Csehországban, Szlovákiában, Romániában és Bulgáriában érhető el, 2005 novemberében sugárzott először.

## Külső hivatkozások
- Hivatalos weboldal
- Cinemax Magyarországon
- Cinemax TV műsor a PORT.hu-n
- Cinemax 2 TV műsor a PORT.hu-n